# Kering
Kering først Établissements Pinault herefter Pinault-Printemps-Redoute (PPR), er en fransk luksuskoncern, der ejer flere mærker, herunder Gucci, Yves Saint Laurent, Bottega Veneta, Balenciaga, Boucheron, Alexander McQueen. Kering Eyewear (30% ejet af Richemont) producerer brillestel til mærker, til både selskaber inden i og udenfor Kering.
Gruppen blev grundlagt i 1962 af François Pinault, der noterede den på børsen i Paris i 1988.

## Mærker
| Mærke              | En del af Kering siden | Land                    |
| ------------------ | ---------------------- | ----------------------- |
| Gucci              | 1999                   | Italien                 |
| Yves Saint Laurent | 1999                   | Frankrig                |
| Boucheron          | 2000                   | Frankrig                |
| Bottega Veneta     | 2001                   | Italien                 |
| Balenciaga         | 2001                   | Spanien                 |
| Alexander McQueen  | 2001                   | Storbritannien          |
| Brioni             | 2011                   | Italien                 |
| Girard-Perregaux   | 2011                   | Schweiz                 |
| JeanRichard        | 2011                   | Schweiz                 |
| Qeelin             | 2012                   | Hong Kong               |
| Pomellato          | 2012                   | Italien                 |
| Dodo               | 2012                   | Italien                 |
| Ulysse Nardin      | 2014                   | Schweiz                 |
| Lindberg           | 2021                   | Danmark                 |
| Maui Jim           | 2022                   | USA                     |
| Creed              | 2023                   | Storbritannien/Frankrig |
| Valentino (30%)    | 2023                   | Italien                 |